# Neal Hefti

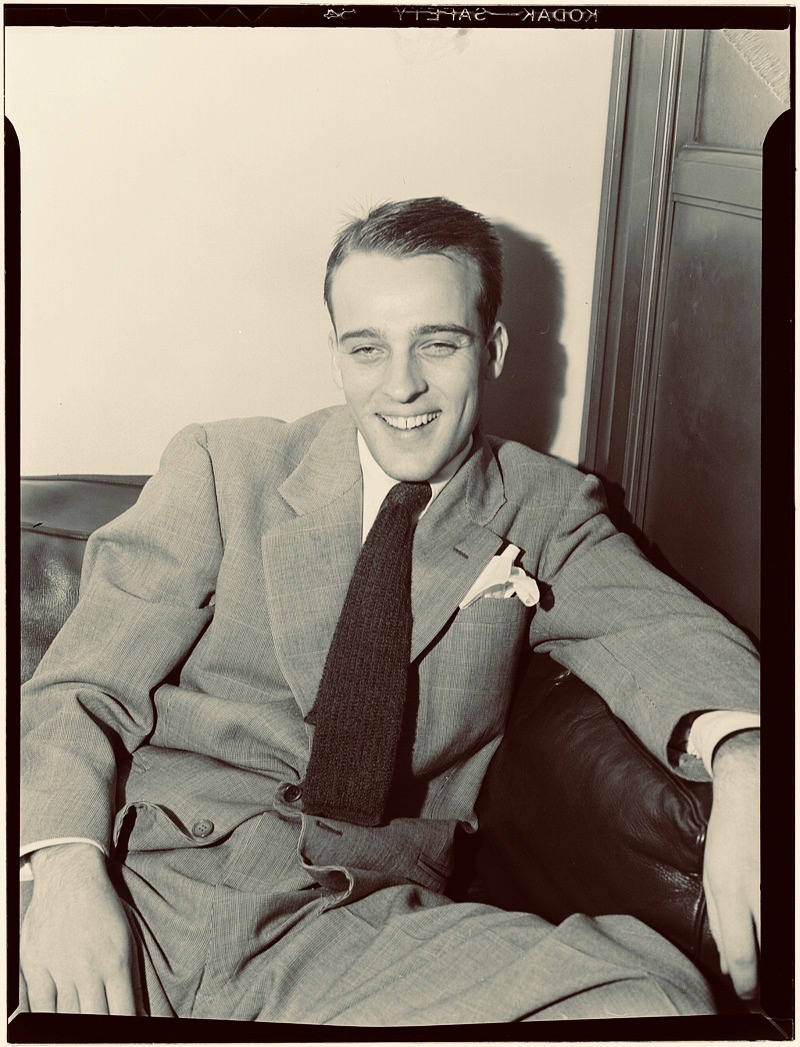
Neal Hefti, New York, ca. Dezember 1946.
Fotografie von William P. Gottlieb.

Neal Hefti (* 29. Oktober 1922 in Hastings, Nebraska; † 11. Oktober 2008 in Los Angeles, Kalifornien) war ein US-amerikanischer Jazztrompeter, -arrangeur und -komponist.

## Leben
Neal Hefti schrieb bereits Ende der 1930er Jahre Arrangements für Nat Towles und Earl Hines. 1942–43 war er Trompeter bei Charlie Barnet, Horace Heidt und Charlie Spivak, bevor er 1944 Mitglied von Woody Hermans Band (First Herd) wurde. Hier machte er sich einen Namen als Arrangeur (Woodchopper’s Ball, Blowin’ Up a Storm) und Komponist (The Good Earth und Wild Root).
Hefti heiratete 1948 Hermans Sängerin Frances Wayne und ging mit ihr nach Hollywood. Er tourte dann mit Harry James und gründete 1951 eine eigene Band mit Wayne als Sängerin, die er 1953 auflöste.
In der Folgezeit arrangierte und komponierte er insbesondere für Count Basie (Little Pony, Cute, Li’l Darlin’, Whirlybird, The Atomic Mr. Basie), Tex Beneke sowie für Tommy und Jimmy Dorsey (u. a. Moonlight in Vermont, Charmaine). Seit den 1960er Jahren trat er als Film- und Fernsehkomponist hervor. In den 1950er und 1960er Jahren nahm er einige Studioalben auf, 1962 mit Sinatra die Alben Sinatra and Swingin’ Brass und Sinatra-Basie: An Historic Musical First. Seine bekanntesten Stücke dürften wohl die Titelmusiken zu den Fernsehserien Batman und Männerwirtschaft (The Odd Couple) mit Jack Klugman und Tony Randall sein.
Hefti wurde mehrfach für den Grammy nominiert und dreimal mit dem Preis ausgezeichnet: zweimal als Komponist für Count Basie und einmal als Komponist der TV-Serie Batman.

## Werke

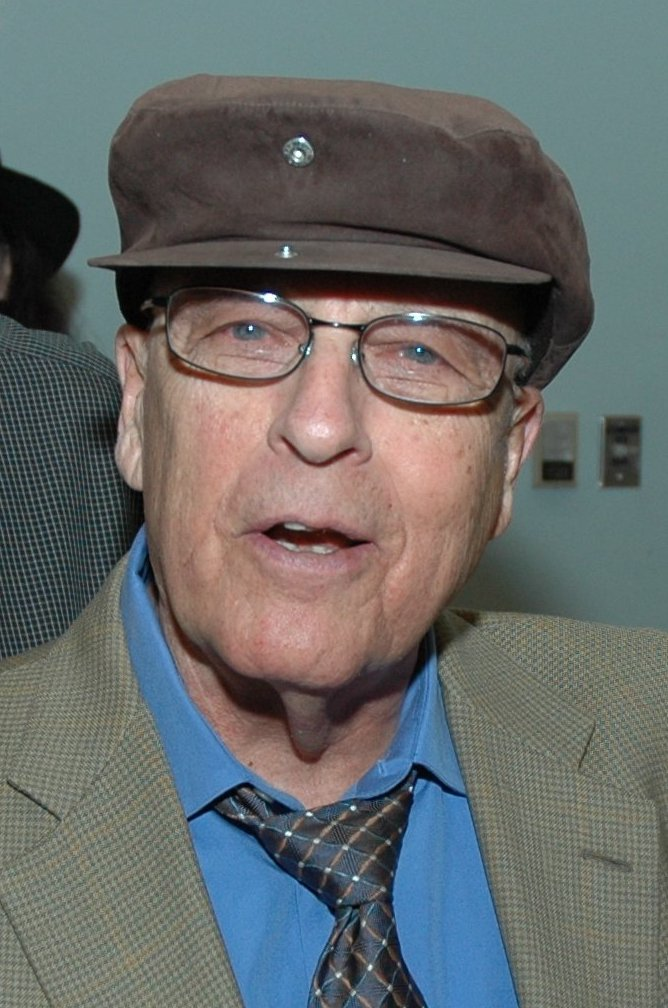
Neal Hefti

### Diskographie (Auswahl)
- The Band With Young Ideas
- Concert Miniatures
- Hefti, Hot and Hearty, 1955
- Hefti in Gotham City
- Neal Hefti’s Singing Instrumentals
- Hollywood Songbook
- Jazz Pops, 1962
- Left and Right , 1956
- Li’l Darlin’, 1964
- Music USA
- Pardon my Doo-Wah, 1954
- Presenting Neal Hefti and His Orchestra
- A Salute to the Instruments

### Soundtracks
- Boeing-Boeing (1965)
- Wie bringt man seine Frau um? (1965)
- Duell in Diablo (1965)
- Batman (1966)
- Barfuß im Park (1967)
- O Vater, armer Vater, Mutter hängt dich in den Schrank und ich bin ganz krank
- Ein seltsames Paar (1968)
- Liebling, laß Dich scheiden (1969)
- Keiner killt so schlecht wie ich (1971)